# Кальмар Нюкель
«Кальмар Нюкель» (швед. Kalmar Nyckel — Ключ от Кальмара) — шведский пинас нидерландской постройки. В 1637—1638 годах совершил плавание к берегам Северной Америки, где основал колонию «Новая Швеция». В 1997 году в городе Уилмингтон была построена копия этого корабля.

## История
Пинас был построен в Нидерландах в 1625 году. В 1629 году судно купило Шведское королевство для использования в качестве вспомогательного. После покупки шведы переименовали судно в «Кальмар Нюкель», что значит «Ключ от Кальмара»: крепость с таким же названием прикрывала подступы с моря к городу Кальмар. Вскоре судно включили в состав военно-морского флота Швеции. Когда шведы решили создать колонию в Северной Америке, для доставки поселенцев выбрали пинасы «Кальмар Нюкель» и «Фогель Грип» (швед. Fågel Grip — Птица Гриф). В ноябре 1637 года оба пинаса с поселенцами вышли из Гётеборга и отправились в плавание к берегам Нового Света. В Северном море их настиг сильный шторм и пинасы разминулись. «Кальмар Нюкель» отнесло к побережью Нидерландов, однако экипажу удалось спасти корабль и отвести его в местную бухту. Спустя неделю туда же приплыл и «Фогель Грип». После долгого ремонта в канун Нового года корабли вышли в плавание. В марте 1638 года корабли причалили в устье рек Кристина и Делавэр, где Петером Минёйтом был основан форт Кристина, названный в честь тогдашней королевы Швеции Кристины. На кораблях прибыло 24 поселенца. 7 февраля 1640 года «Кальмар Нюкель» отправился во второе плавание и достиг форта Кристина 17 апреля, доставив в шведскую колонию новых поселенцев. Впоследствии это судно совершило ещё 2 рейса из Швеции в колонию и обратно. Всего же с 1637 по 1644 год «Кальмар Нюкель» совершил 4 перехода рейса туда и обратно. В 1651 году корабль был выведен из состава военно-морских сил Швеции и был продан купцу. Но по другой версии «Кальмар Нюкель» продан голландцам, которые использовали его в качестве корабля эскорта. В ходе первой англо-голландской войны в Северном море.
В 1986 году американский композитор Бенджамин Лис написал симфонию, названную в честь корабля «Кальмар Никель», запись которой в 2003 году была номинирована на премию Грэмми, которую исполнил немецкий государственный филармонический оркестр Рейнланд-Пфальца. В 1996—1997 годах в штате Делавэр в США была построена копия парусника под руководством Аллена Роула. Парусник построили на судостроительном заводе в Уилмингтоне на реке Кристина, недалеко от одноимённого шведского форта. Строительство корабля началось 28 сентября 1997 года и закончилось 9 мая 1998 года. Ширина судна составила 25 футов (7,6 метра), длина — 105 футов (32 метра), а высота — 12 футов 5 дюймов (3,78 метров). Водоизмещение составило около 300 тонн. Также на корабле установили электронное навигационное оборудование и два 165-сильных дизеля, тщательно их замаскировав. Общая стоимость постройки судна составила до 3,2 миллионов долларов. Часть фигур декоративного убранства копии имеет портретное сходство с людьми, оказавшими содействие в осуществлении проекта — от губернатора штата Делавэр до добровольных помощников. Нос современного пинаса «Кальмар Нюкель» украшает резной двухвостый лев — символ мощи и величия. Эту фигуру изготовил американский мастер Р. Хоулук. Также на судне установлены десять пушек, которые могут вести огонь ядрами. В первый рейс из Уилмингтона в Балтимор и Аннаполис «Кальмар Нюкель» отправился 26 апреля 1998 года. Позже корабль участвовал в съёмках итальянского фильма Пираты (итал. Caraibi) в качестве пиратского судна.

## Галерея

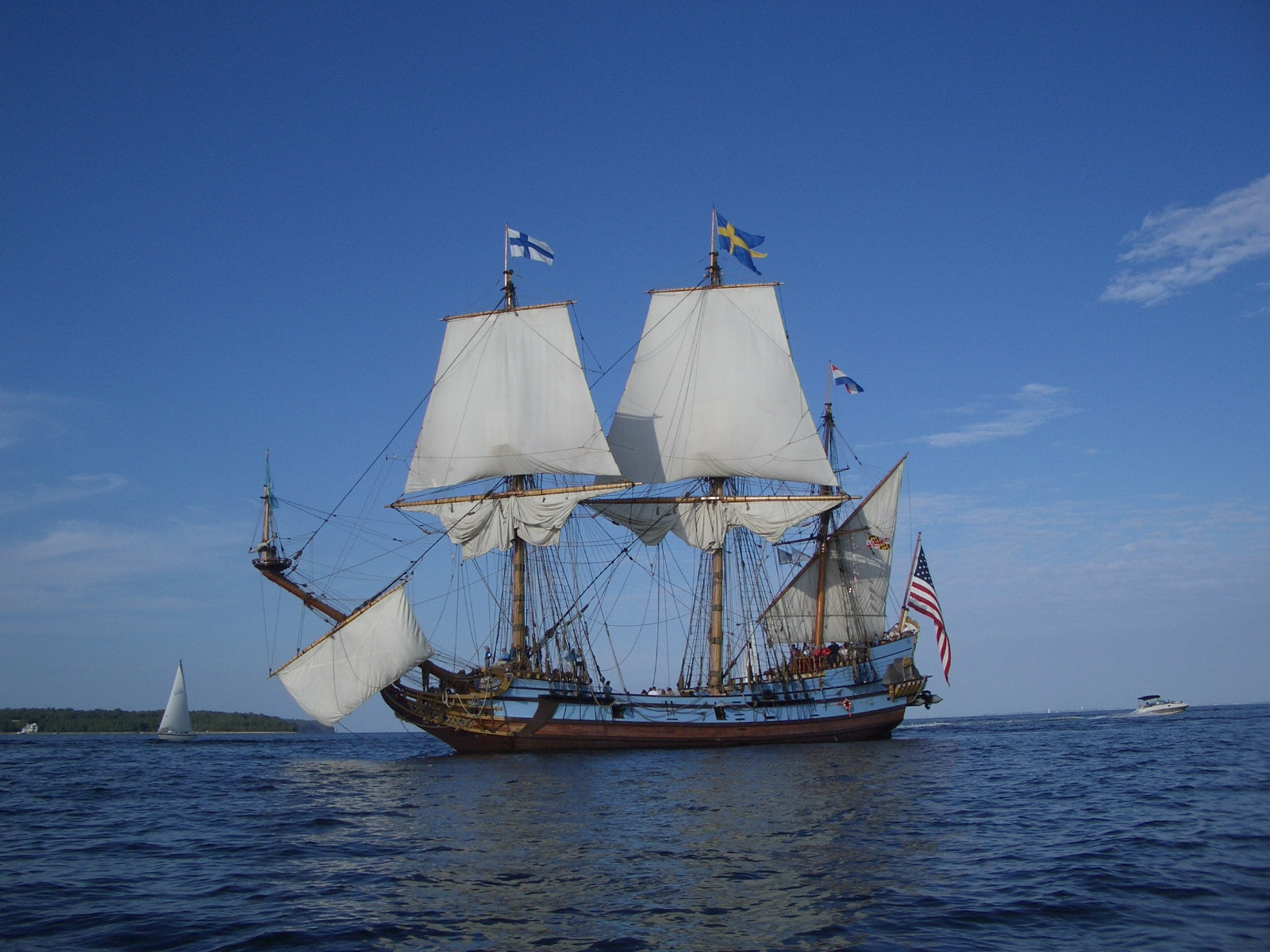
«Кальмар Нюкель» в Чесапикском заливе под американским, шведским и финским флагами, 2008 год
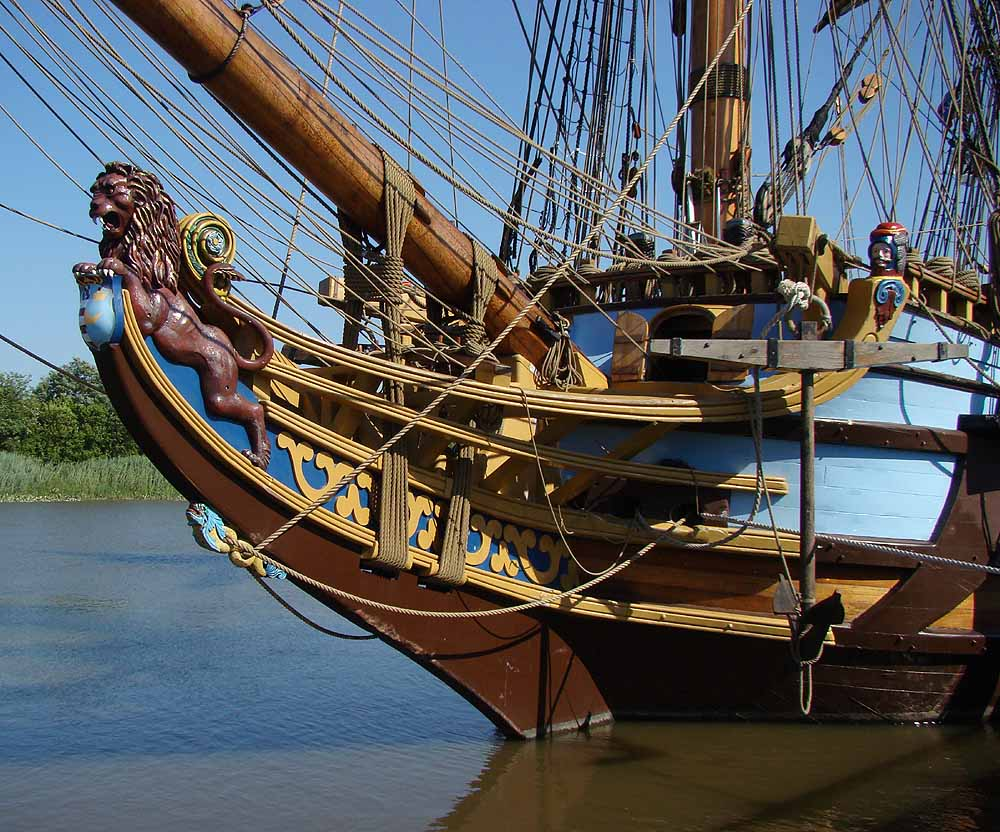
Нос корабля
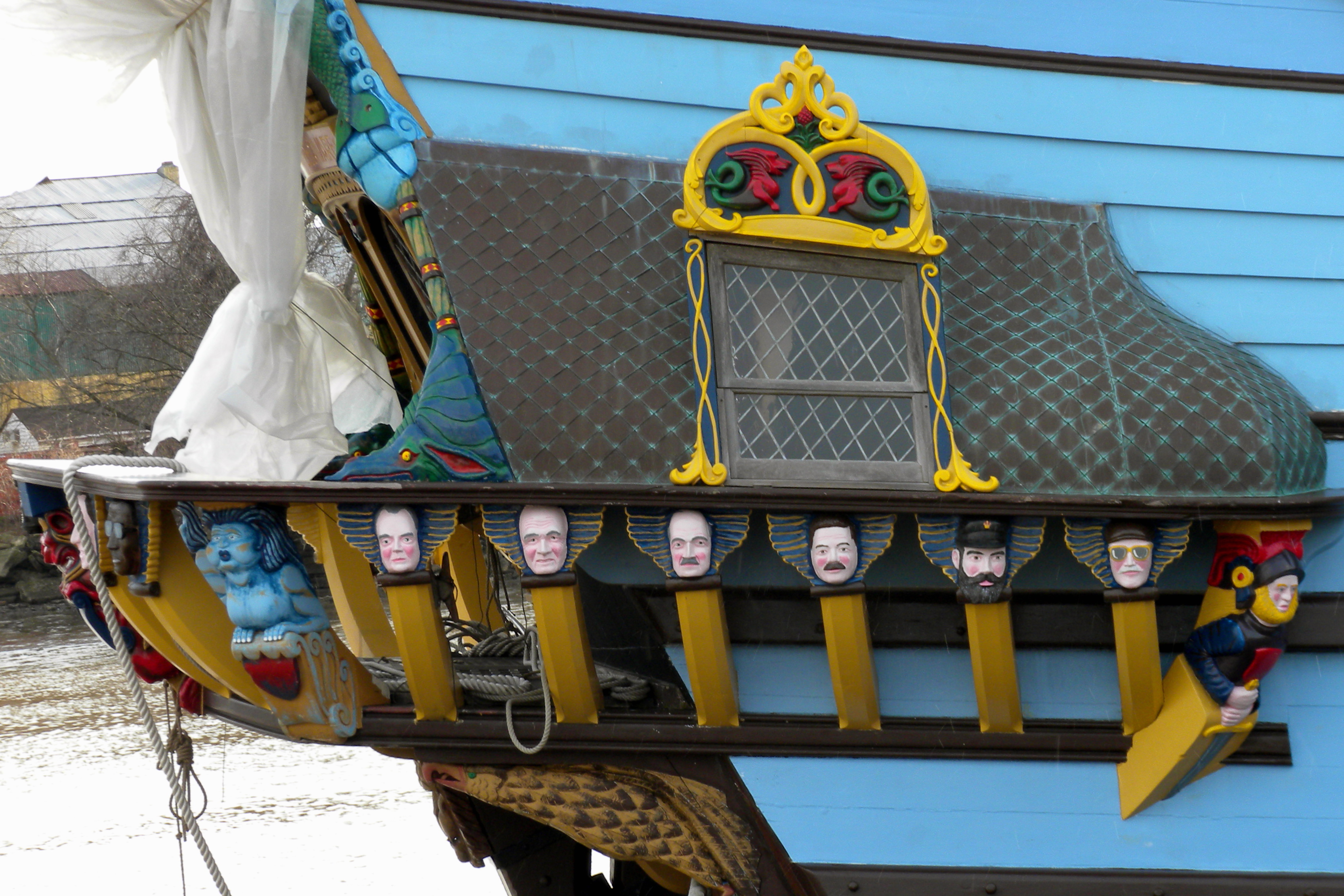
Корма корабля
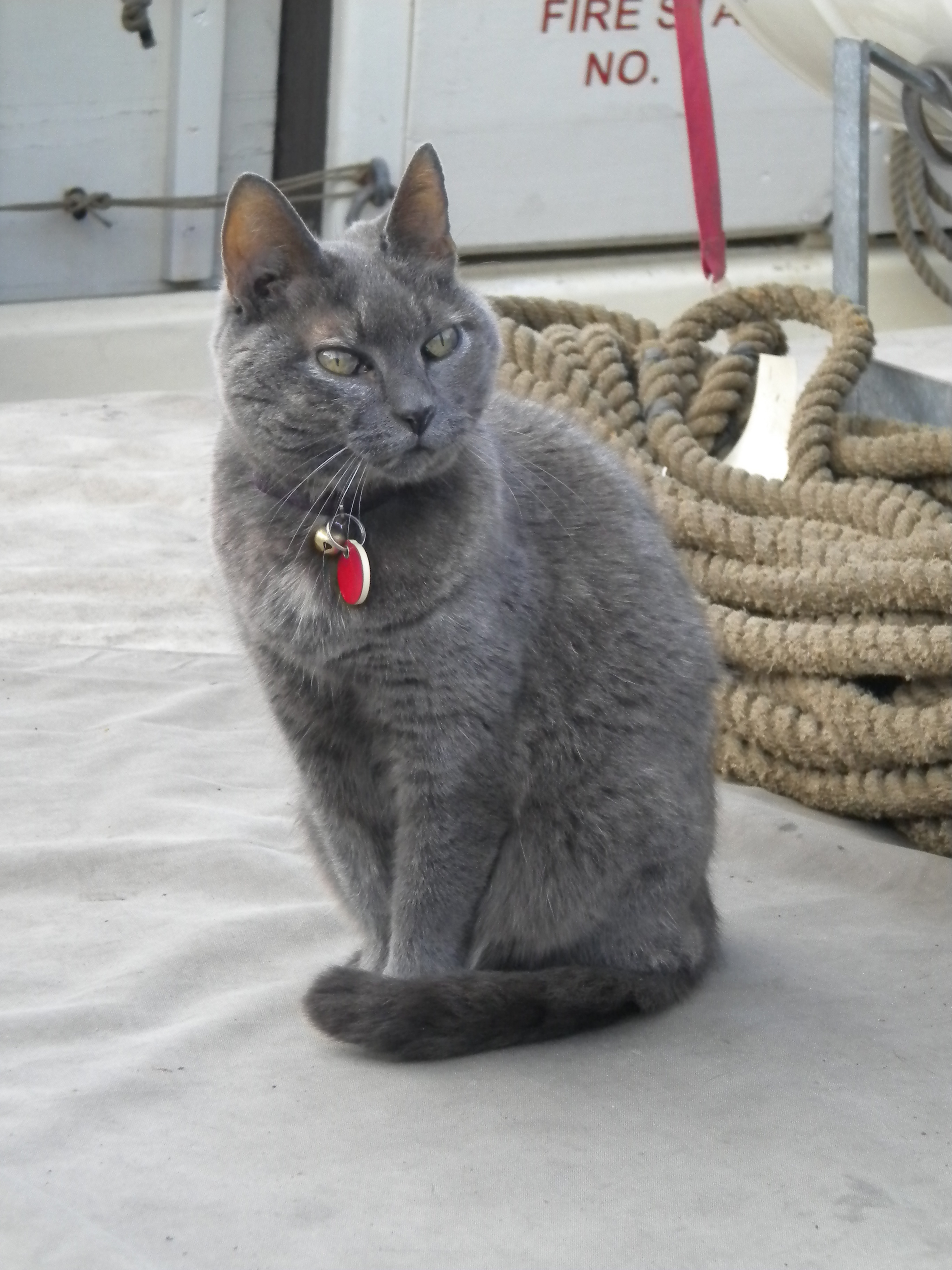
Корабельная кошка